# Porfirio Lobo Sosa
Porfirio Lobo Sosa (Trujillo, Honduras, 22 december 1947), beter bekend als Pepe Lobo, is een Hondurees politicus en agrarisch landeigenaar. Hij is sinds 1990 lid van het Nationaal Congres, dat hij van 2002 tot 2006 voorzat. Van 2010 tot 2014 was hij de president van Honduras.

## Politieke carrière
Lobo is lid van de Nationale Partij van Honduras, een rechts-conservatieve partij. In 2005 deed hij voor de eerste maal mee aan de presidentsverkiezingen en voerde hij een verkiezingscampagne waarin werkgelegenheid, criminaliteitsbestrijding en herinvoering van de doodstraf centraal stonden. Zijn tegenkandidaat was Manuel Zelaya van de Liberale Partij, die met ruim 3 procent stemmenverschil de verkiezingen won.
In 2008 stelde hij zich opnieuw kandidaat voor het presidentschap en een jaar later won hij de verkiezingen van zijn tegenstander Elvin Santos met 56 tegen 38 procent van de stemmen. Op 27 januari 2010 trad hij aan als president.